# Zentraler Speicherkanal Graz

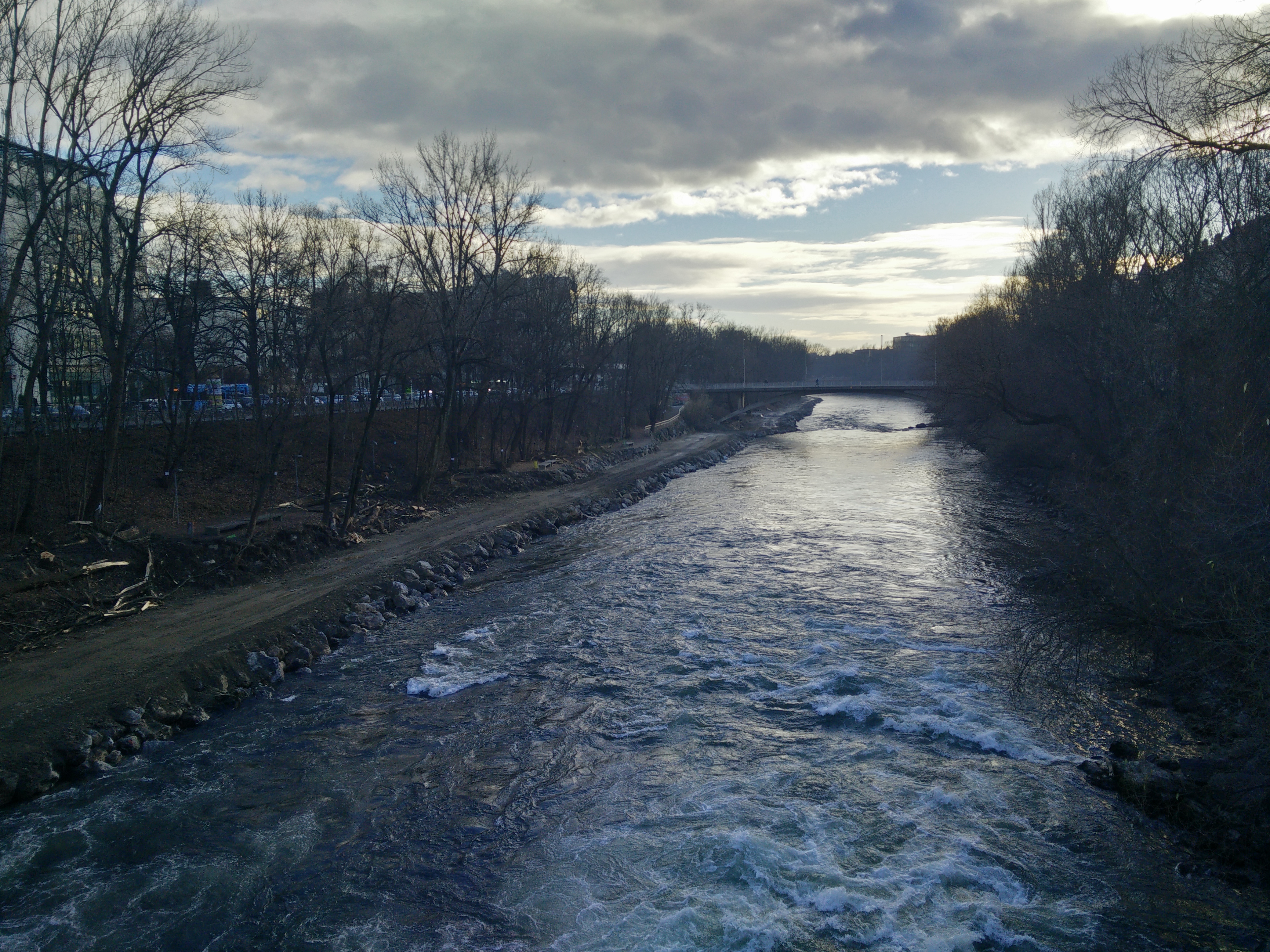
Mur flussabwärts der Radetzkybrücke. Am linken Ufer Baustraße zur Errichtung des Speicherkanals.

Der Zentrale Speicherkanal (ZSK) ist ein Projekt der Holding Graz Wasserwirtschaft, das gemeinsam mit der Stadt Graz von 2017 bis etwa 2022[veraltet] in der steirischen Landeshauptstadt gebaut wird. Der zeitlich erste (unterste, südlichste, linksufrig liegende) Abschnitt des Zentralen Speicherkanals mit einer Länge von 3,2 Kilometern wurde von 2009 bis 2012 errichtet. Dieser befindet sich im Bereich zwischen der Kläranlage in Gössendorf (Graz-Umgebung) und der Hortgasse in Graz. Der Bau der Hauptmaßnahme, von der Hortgasse weiter flussaufwärts bis zur Grazer Radetzkybrücke, dauerte von Herbst 2017 bis 2021. Die Inbetriebnahme des fertigen Kanals war für das Jahr 2022 geplant. Die Kosten des Zentralen Speicherkanals liegen bei rund 81,4 Millionen €, zuzüglich der Mittel des Murmasterplanes Graz-Mitte bei 84,45 Millionen. Am 22. September 2016 wurde die Freigabe dieser Mittel durch den Gemeinderat beschlossen.

## Grazer Kanalnetz

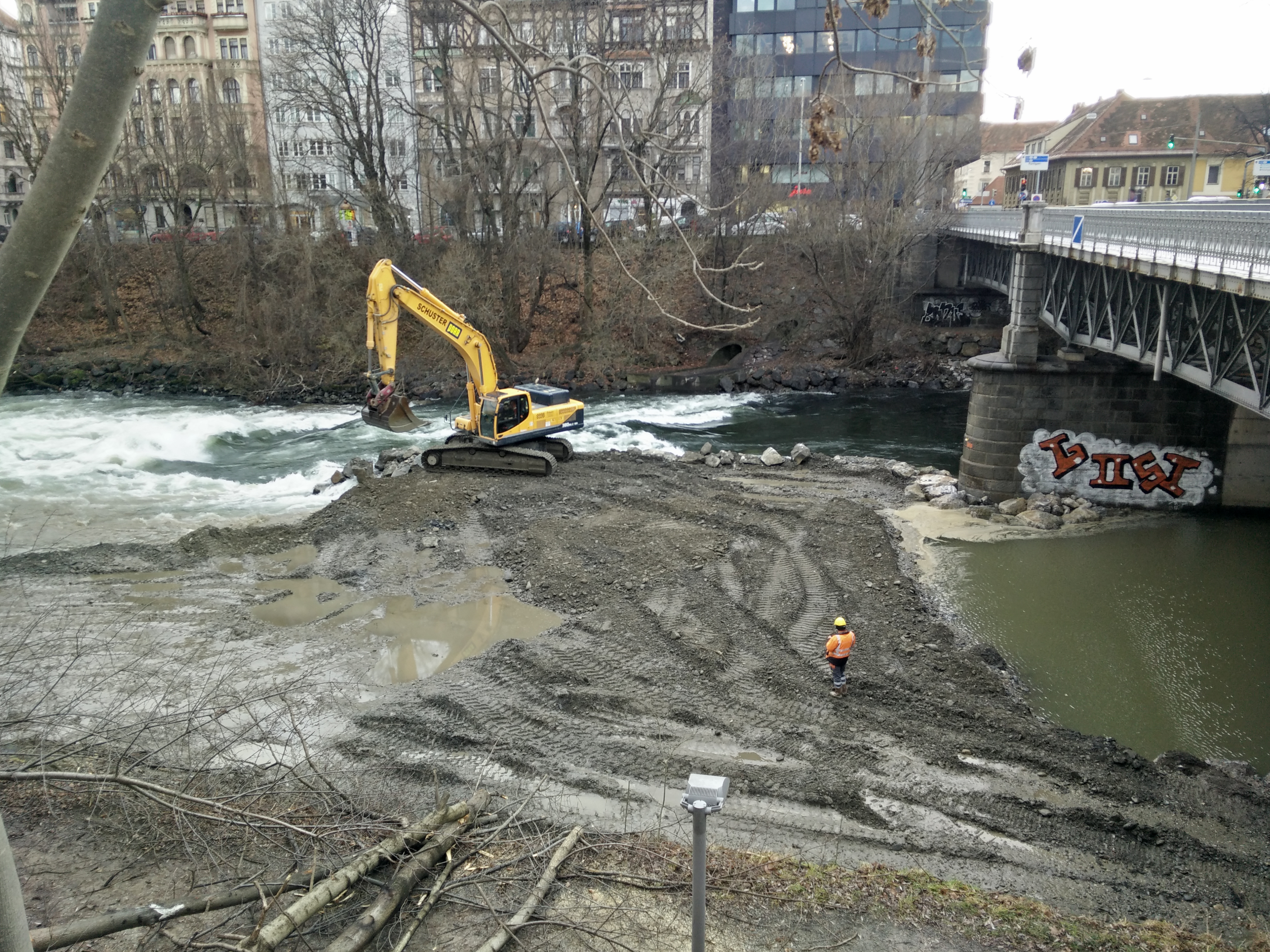
Bauarbeiten unterhalb der Radetzkybrücke im Bett der Mur zur Errichtung einer Kanalquerung.

Der Anschlussgrad von von Menschen genutzten Bauwerken und Einrichtungen an die Kanalisation beträgt zwischen 95 und 99 %. Nur vereinzelt leiten – insbesondere kleine, alte – Häuser Abwässer in die Mur, zufließende Bäche, den Mühlgang oder Senkgruben. Fäkal- und andere Abwässer werden also fast vollständig in der öffentlichen Kanalisation gesammelt. Doch nicht alles gelangt in die Kläranlage.
In Graz ist, wie in den meisten größeren Städten, die Mischwasserkanalisation vorherrschend. Das bedeutet, dass sowohl Regen- als auch Schmutzwässer in einem gemeinsamen Rohr zur Kläranlage geführt werden. Regenwasser von Straßen- und Dachflächen mischt sich somit im Kanal mit dem Abwasser der Grazer Haushalte. Bei starken Regenereignissen können jedoch nicht alle anfallenden Wassermengen zur Kläranlage nach Gössendorf weitergeleitet werden. Zur Entlastung der Kläranlage wurden daher sogenannte Mischwasserentlastungen errichtet, die Mischwasser aus dem Kanal in die Mur abgeben. Derzeit wird die Mur bei starkem Regen – durchschnittlich 50 Mal im Jahr in Graz – mit Schmutzfrachten aller Art belastet, da die Regenmassen, vermischt mit dem Schmutz von den Straßen, zusätzlich zum Abwasser der Grazer Haushalte zu einem je nach Anfallmenge mehr oder weniger großen Teil über die Entlastungen in die Mur fließen. Die Belastung der Mur mit Schmutzfracht findet nicht nur an diesen rund 50 Tagen im Jahr statt. Die Schmutzfrachten, die ungefiltert in den Fluss fließen, beeinflussen das ökologische System der Mur nachhaltig, da sich manche Stoffe im Flussbett ablagern und so langanhaltende toxische Wirkung entfalten können.

## Dezentrales Regenwassermanagement
Um die Kanalisation nicht zusätzlich zu überlasten, wird von der Graz Wasserwirtschaft seit Jahren die Strategie des dezentralen Regenwassermanagements verfolgt. Ziel ist es, durch die aufkommensnahe Versickerung des Regenwassers die Menge des Mischwassers, das sich im Kanal ansammelt, zu reduzieren. Vor allem bei Neubauten von Objekten und Neuanlagen von Straßen kommt das dezentrale Regenwassermanagement in Graz zur Anwendung. Im dichtverbauten Innenstadtbereich sind bereits viele bestehende Gebäude und Straßen – teils seit Jahrzehnten – am Kanal angeschlossen. Eine Änderung dieser Situation ist seitens der Graz Wasserwirtschaft langfristig nicht absehbar, da diese einerseits mit meist extremen technischen und finanziellen Aufwänden verbunden ist, andererseits Veränderungen rechtlich gegen die Hausbesitzer nicht durchgesetzt werden können und außerdem kaum Neubauten in diesem Bereich entstehen sollen.
Ein weiteres Problem bei dezentralen Anlagen stellt die Verunreinigung der Regenwässer dar. Insbesondere Regenwasser von Straßen kann aufgrund dieser Verschmutzung (Gummiabrieb, Schwermetalle, Salz etc.) nicht ohne Reinigung versickert werden, da diese Wässer ungefiltert das Grund- und damit das Trinkwasser gefährden würden. Aus diesem Grund wird seitens der Graz Wasserwirtschaft seit Jahren eine Doppelstrategie verfolgt: Wo immer es möglich ist, wird versucht, Regenwässer vom Kanal fernzuhalten und einer dezentralen Entsorgung zuzuführen. Andererseits kann sich ein deutlicher Effekt dieser dezentralen Maßnahmen nur auf sehr langfristige Sicht einstellen. Für den Bestand und für stark verschmutzte Flächen wird eine Mischwasserbewirtschaftung verfolgt, die in weiterer Folge eine sinnvolle Speicherung, wie den ZSK, benötigt. Diese Kombination von Maßnahmen deckt sich mit dem Stand der Technik und den neuesten Erkenntnissen der Wissenschaft.

## Funktionsweise des ZSK
Der fertige ZSK soll über ein Speichervolumen von 94.000 m³ verfügen, wodurch der Speicherraum im Grazer Kanalnetz mehr als verdoppelt wird. In Abständen von circa einem Kilometer werden Kaskadenbauwerke errichtet, in denen die Speicherung der Mischwässer gesteuert und dieses nach und nach in die Kläranlage weitergeleitet wird. Sobald das Wasser ansteigt, verriegeln so genannte hydraulische Wehre die Speicherabschnitte und ermöglichen so, dass der Kanal sein volles Speichervolumen aktiviert. Das Wasser wird nach Ende des Regens, wenn wieder Ressourcen in der Kläranlage frei sind, langsam direkt in die Kläranlage weitergeleitet.
Durch den ZSK wird die Anzahl der Tage, an denen es zur Mischwasser-Einleitung in die Mur kommt, um 80 Prozent reduziert. Konkret bedeutet das, dass dies nur noch an rund 10 Tagen im Jahr passieren wird. Die Menge der Schmutzfrachten, die aus dem Kanalnetz in die Mur geleitet werden, wird um 50 % reduziert.

## Technische Vorschriften und Rechtslage
Das Konzept des ZSK beruht auf EU-Vorgaben zum Schutz der Gewässer, die sogenannte Wasserrahmenrichtlinie (WRRL, Richtlinie 2000/60/EG). Dort wird u. a. die Reduzierung des Eintrages von Schmutzfrachten in Fließgewässer gefordert. In Österreich erfolgt die Umsetzung der Regelungen unter anderem über das Wasserrechtsgesetz (WRG). Auf technischer Ebene wurde als Konkretisierung des WRG §12a von den Fachexperten des Österreichischen Wasser- und Abfallwirtschaftsverbandes im Regelblatt 19 (2007) des ÖWAV (Österreichischer Wasser- und Abfallverband) zur Bemessung von Mischwasserentlastungen festgelegt. Nach diesem Regelblatt ist der Stand der Technik durch das Erreichen eines Mindestwirkungsgrades der Weiterleitung des bei Regenwetter in der Mischwasserkanalisation zur Kläranlage abzuleitenden und dort mitzureinigenden Regenwassers vorgegeben. Dieser müsste für Graz im Jahresdurchschnitt hydraulisch ca. 55 % betragen. Das bedeutet konkret: Im Jahresdurchschnitt müssten 55 % aller bei Regenwetter in die Kanalisation abgeleiteten Regenwässer in der Kläranlage gereinigt werden. Bei den zwangsweise im Abwasser enthaltenen Abfiltrierbaren Stoffen (AFS) müsste dieser Wert sogar 70 % betragen.
In Graz wird hydraulisch und auch beim AFS unter 30 % gehalten, da die Grazer Kanalisation derzeit über nur sehr wenig Zwischenspeicherraum verfügt. Die Grazer Kanalisation entspricht demnach noch nicht dem Stand der Technik, weshalb der ZSK notwendig ist, da er genau diesen Zwischenspeicherraum schafft.

## Naturschutz
In Kritik geriet der Zentrale Speicherkanal bei Naturschützern und Aktivisten vor allem durch die Rodungen, die an der Murböschung im Zuge der Bauarbeiten teilweise vorgenommen werden mussten. Insgesamt mussten während der Bauphase 839 Bäume entfernt werden, der Großteil davon in den Wintersaisonen 2018/19 und 2019/20. Gerodet wurde im Norden ein rund fünf Meter breiter Streifen wasserseitig entlang der Uferpromenade am linken Murufer zwischen Seifenfabrik und Radetzkybrücke, zwei Bereiche zwischen der Bertha-von-Suttner- und der Eisenbahnbrücke sowie flussab der Radetzkybrücke. Im Süden wurde die vorhandene Böschung zwischen Hortgasse und Puntigamerbrücke im Zuge der Bauarbeiten genutzt. Der Grazer Augarten blieb unangetastet. Zudem wurde von Seiten der Errichter versichert, dass alle Bäume nach Abschluss der Bauarbeiten auf die Zahl genau, also im Verhältnis 1:1, wieder nachgepflanzt werden und über dem errichteten ZSK auch beliebig große Bäume wachsen dürfen. Dies bedeutet, dass kein Baum dauerhaft verloren geht und die Murböschung nach Fertigstellung des ZSK und einigen Jahrzehnten Baumwachstums wieder ähnlich mit dem vorherigen Zustand sein wird.
Hinsichtlich des Tierschutzes wurden ökologische Maßnahmen aufbereitet und umgesetzt, um sowohl Reptilien als auch geschützte Tierarten mit umfassenden Schutzmaßnahmen zu umsorgen bzw. noch vor den Bauarbeiten umzusiedeln. Die Maßnahmen wurden mit den Naturschutzbehörden abgestimmt und sind Auflagen der behördlichen Bewilligungen. Insgesamt werden etwa vier Millionen Euro in den begleitenden Tier- und Naturschutz investiert.

## Grazer Murkraftwerk
Im Jänner 2017 wurde in Graz mit dem Bau des Murkraftwerkes begonnen; ein Flusskraftwerk mit mehreren Metern Höhe Aufstau, etwas Gewässerabsenkung im Unterwasser, der Unterbrechung des Geschiebetransports im Flussbett und wesentlicher Änderung der Befahrbarkeit des Flusses mit Booten. Mit dem Aufstau wird das Gewässer über längere Strecken tiefer, sinkt hier die Fließgeschwindigkeit, kommt es zu vermehrter Ablagerung von feinem Sediment, das auch organische Stoffe, etwa Blattmaterial aus der Ufervegetation enthält. Der biologische Abbau organischen Materials verzehrt Sauerstoff, der nur von der Wasseroberfläche her aus der Luft nachgeliefert werden kann.
Der Eintrag von Luftsauerstoff ins Wasser ist bei einem vergleichsweise schnell fließenden Fluss wie der Mur in Graz hoch und wird durch die zukünftige starke Reduktion der Wassergeschwindigkeit im Stauraum wesentlich reduziert. Rasch fließendes Wasser tendiert dazu, sich bis zu Flusssohle zu durchmischen, im trägen Stau kann sich hingegen sowohl im Sommer als auch bei Minusgraden eine thermische Schichtung im Staubecken einstellen, die den Transport sauerstoffreichen Wassers zum Grund stark reduziert.
Die Mur wird durch den Aufstau im Staubereich empfindlicher für sauerstoffzehrende Verschmutzung.
Der Bau des ZSK wird daher zumindest graduell notwendiger durch einen Aufstau für ein Kraftwerk. Die Umweltauswirkungen des Kraftwerks fallen in Hinblick auf Sauerstoffverarmung im Stau geringer aus, wenn zugleich ein Speicherkanal einen wesentlichen Teil des pro Jahr zu erwartenden Regenguss-Mischwassers sammelt und so der Mur einiges an Schmutzfracht aus Kanalüberlauf erspart.
Die Behörden haben die Projekte Murkraftwerk und ZSK naturschutz- und baurechtlich per Ausnahme bewilligt, weil das öffentliche Interesse am Bau derselben stärker wiegt als die gewisse damit einhergehende Beeinträchtigung von Landschaft und Natur.
Die Aufgabe des Zentralen Speicherkanals ist allerdings die Reduktion der Gewässerbelastung der Mur durch die Mischwasser-Überläufe, die es unabhängig von einem Wasserkraftwerk in Graz gibt. Konkret bedeutet das, dass der Zentrale Speicherkanal die Menge des ungereinigten Mischwassers aus dem Kanal, das derzeit in die Mur abgeleitet wird, wesentlich reduziert. Aus diesem Grund müsste der ZSK mittelfristig auch vollkommen unabhängig von einem Murkraftwerk umgesetzt werden.
Jedoch ist es aufgrund der sich ergebenden Synergien mit dem Murkraftwerk sowohl finanziell als auch hinsichtlich der Bauausführung und der Bewilligungen vorteilhaft, den Zentralen Speicherkanal gleichzeitig mit dem Kraftwerk zu errichten.